# Estação Ferroviária Arnhem Presikhaaf

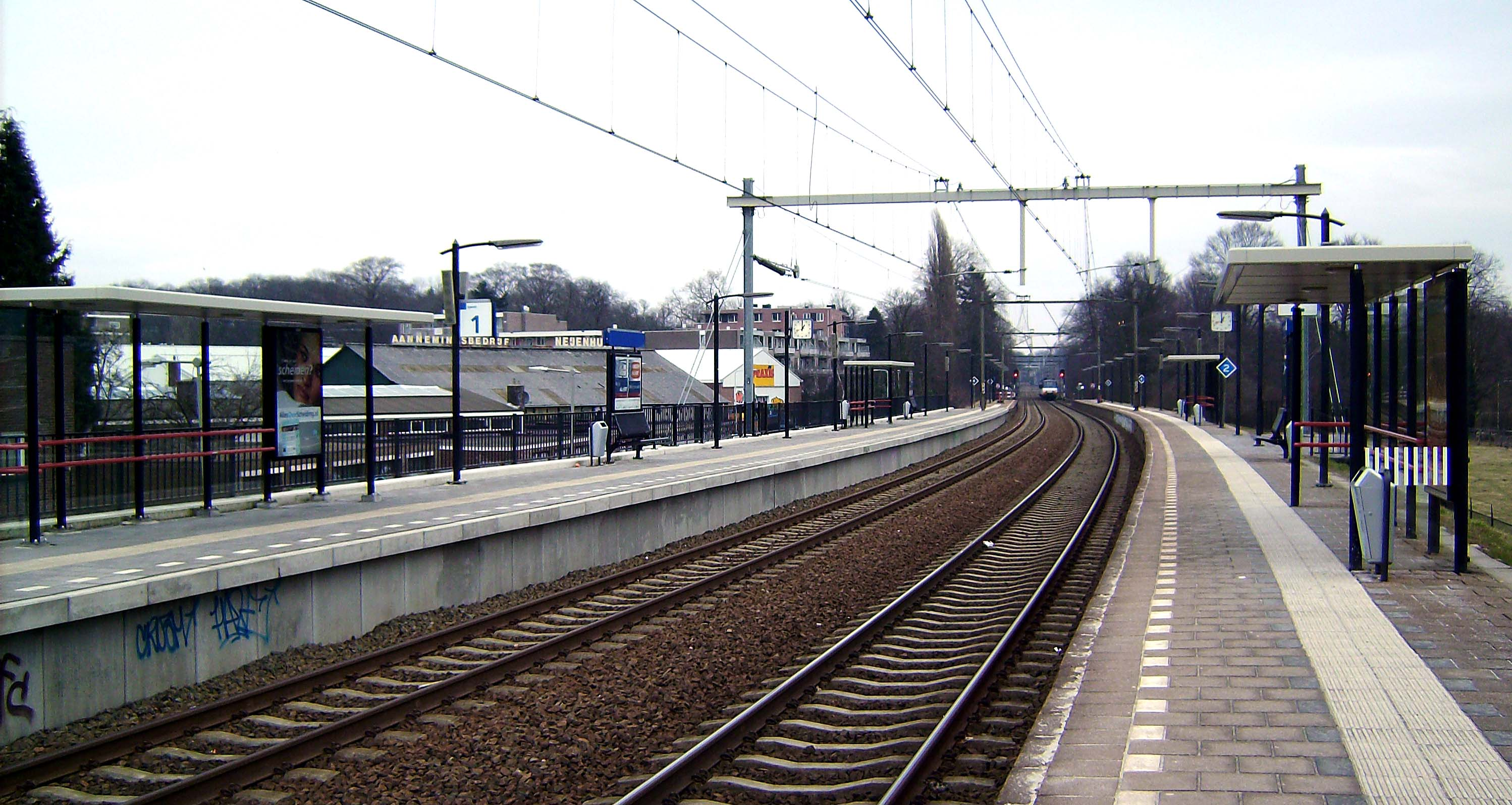
Imagem da Estação Ferroviária Arnhem Presikhaaf

A Estação Ferroviária Arnhem Presikhaaf é uma estação ferroviária localizada no município de Arnhem, província de Guéldria, Países Baixos. A estação foi aberta em 1969.